# Encarsia herndoni
Encarsia herndoni är en stekelart som först beskrevs av Girault 1935.  Encarsia herndoni ingår i släktet Encarsia och familjen växtlussteklar. Inga underarter finns listade i Catalogue of Life.